# Španělská Florida

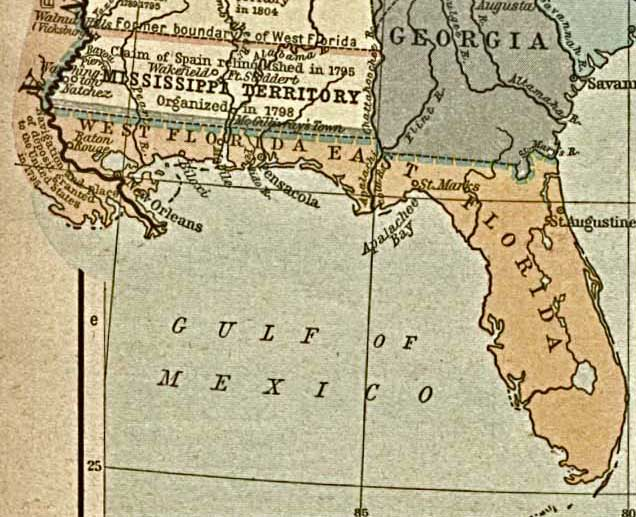
mapa Floridy (Západní i Východní) z roku 1803

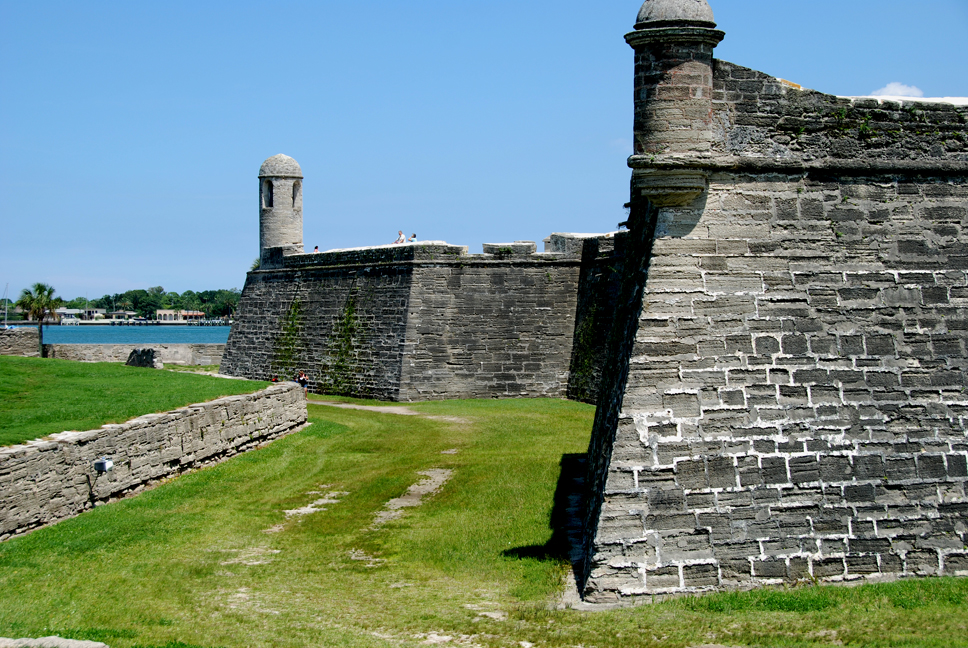
španělská pevnost San Marco v St. Augustine

Španělská Florida je název bývalé španělské kolonie rozprostírající se na stejnojmenném poloostrově, která přibližně odpovídá aktuálnímu státu Florida. Španělé poloostrov začali osidlovat v první polovině 16. století, Florida zůstala pod jejich správou až do roku 1819 s výjimkou období mezi roky 1763 a 1784, kdy ji ovládli Britové. Ke Spojených států americkým byla připojena podepsáním smlouvy Adams-Onis. Po dobu španělské koloniální nadvlády byla součástí místokrálovství Nové Španělsko a generálního kapitanátu Kuba.

## Historie
Když roku 1513 na Floridu dorazil conquistador Juan Ponce de León, bylo území obývaná několika indiánskými kmeny. Mylně označil Floridu za ostrov, objevenou zemi pojmenoval "La Pascua Florida" (pascua je španělské pojmenování Velikonoc), neboť jeho výprava se vylodila 2. dubna 1513 ve velikonočním období. V polovině 16. století podnikli Francouzi několik výprav na Floridu, španělskou odpovědí na francouzskou aktivitu bylo zničení francouzských pozic a založení města St. Augustine, které je jedním z nejstarších trvale osídleným měst na americkém kontinentě založených Evropany. St. Augustine bylo floridským správním střediskem, ze kterého byla zahájena katolická evangelizace této španělské kolonie. Roku 1586 bylo město napadeno anglickým pirátem Francisem Drakem.
Během 17. století angličtí osadníci z Virginie a Karolíny postupovat jižním směrem do španělského teritoria Floridy, stejně tak Francouzi, kteří osidlovali západní Floridu, do které přicházeli z Louisiany. V 18. století se Florida stala útočištěm pro Seminoly.
V sedmileté válce (1756–1763), při které byly Španělko a Velká Británie nepřáteli, získali Angličané přístav Havana na Kubě. Válka byla ukončena podepsáním mírové smlouvy 10. února 1763. Španělé získali zpět Havanu, ale Florida přešla do britských rukou. Britové rozdělí Floridu do dvou správních celků - Západní a Východní Florida. Španělskou kolonií se stala podruhé roku 1783 po ukončení americké války za nezávislost a podepsání Pařížské mírové smlouvy. Smlouva Adams-Onis mezi Španělskem a USA, která byla podepsána v roce 1819 a vstoupila v platnost roku 1821, znamenala konec španělské nadvlády nad Floridou. Roku 1845 se Florida stala jedním ze států USA.